# Нью-Джерсі (провінція)
Провінція Нью-Джерсі (англ. Province of New Jersey) була однією з середніх колоній колоніальної Америки і стала американським штатом Нью-Джерсі в 1783 році. Спочатку ця провінція була заселена європейцями як частина Нових Нідерландів, але потрапила під владу Англії після капітуляції форту Амстердам у 1664, ставши власною колонією. Англійці перейменували провінцію на честь Бейлівіка Джерсі в Ла-Манші. Голландська республіка відновила контроль на короткий період у 1673–1674 роках. Після цього вона складалася з двох політичних підрозділів, Східного Джерсі та Західного Джерсі, доки вони не були об’єднані в королівську колонію в 1702 році. Початкові межі провінції були трохи більшими за теперішній штат, поширюючись на частину нинішнього штату Нью Йорку, поки кордон не було остаточно встановлено в 1773 році.

## Передумова
Провінція Нью-Джерсі спочатку була заселена в 1610-х роках як частина колонії Нові Нідерланди. Капітуляція форту Амстердам у вересні 1664 року передала контроль над усім регіоном Середньоатлантичними штатами англійцям у рамках Другої англо-голландської війни. Англійці виправдовували захоплення, стверджуючи, що Джон Кабот, італієць під опікою англійського короля Генріха VII, був першим, хто відкрив це місце, хоча це, ймовірно, було для встановлення контролю над прибутковою північноатлантичною торгівлею. Генеральний директор New Netherland Пітер Стаувесант (нездатний підняти військову оборону) відмовився від контролю над колонією і зміг у статтях передачі гарантувати права власності, закони про спадщину та свободу віросповідання. Після капітуляції Річард Ніколлс обійняв посаду заступника губернатора Нового Амстердама та решти Нової Нідерланди, включаючи ті поселення на західній стороні річки Норт-Рівер (ріка Гудзон), відомі як Берген, і поселення вздовж річки Делавер, які були Нова Швеція.

## Уряд
У березні 1664 року король Карл II надав своєму братові Джеймсу, герцогу Йоркському, королівську колонію, яка охоплювала Нові Нідерланди та сучасний Мен. Ця хартія також включала частини сучасного Массачусетса, що суперечило статуту цієї колонії. Статут надавав Джеймсу традиційні права власності та накладав деякі обмеження на його повноваження. Загалом, хартія була еквівалентною передачі землі, що надавало йому право володіння, контролю та управління, за умови лише обмеження, що уряд повинен відповідати законам Англії. Герцог Йоркський ніколи не відвідував свою колонію і практично не контролював її. Він обрав керувати своїм урядом через губернаторів, ради та інших посадових осіб, яких він призначав. Жодного положення про виборні збори не було передбачено.

## Східний Джерсі та Західний Джерсі
З 1674 по 1702 рік провінція Нью-Джерсі була поділена на Східний Джерсі та Західний Джерсі, кожна з яких мала свого губернатора. Кожна з них мала власну конституцію: Конституція Західного Джерсі (1681) і Конституція Східного Джерсі (1683).
Точний кордон між Західним і Східним Джерсі часто обговорювався. Кордон між двома сторонами досягав Атлантичного океану на північ від сучасного Атлантік-Сіті. Лінія кордону була створена Джорджем Кейтом, і її досі можна побачити на кордонах округів між округами Берлінгтон і Оушен, а також між округами Гантердон і  Сомерсет. Лінія Кіта проходить на північ-північний захід від південної частини містечка Літтл-Ег-Гарбор, проходить трохи на північ від Такертона і сягає вгору до точки на річці Делавер, яка знаходиться на північ від Delaware Water Gap. Пізніше П'ятисторонній акт 1676 року допоміг зменшити суперечки. Для вирішення майнових спорів були зроблені точніші огляди та карти. Це призвело до появи лінії Торнтона, проведеної близько 1696 року, та лінії Лоуренса, проведеної близько 1743 року, яка була прийнята як остання лінія для юридичних цілей.

## Домініон Нова Англія
Домініон Нова Англія був короткочасним адміністративним союзом. 7 травня 1688 року провінція Нью-Йорк, провінція Східний Джерсі та провінція Західний Джерсі були додані до домініону. Столиця була розташована в Бостоні, але через його розмір Нью-Йорк, Східний Джерсі та Західний Джерсі управлялися віце-губернатором Нью-Йорка. Після того, як новина про повалення Якова II Вільгельмом III Оранським під час Славної революції 1688 року дійшла до Бостона, колоністи підняли повстання, і Домініон було розпущено в 1689 році.

## Королівська колонія
17 квітня 1702 року під правлінням Королеви Анни дві частини власної колонії були об'єднані, і Нью-Джерсі став королівською колонією. Едвард Хайд, лорд Корнбері, став першим губернатором колонії як королівської колонії. Однак він був неефективним і корумпованим правителем, брав хабарі та спекулюючи землею. У 1708 році лорда Корнбері було відкликано до Англії. Потім Нью-Джерсі знову керували губернатори Нью-Йорка, але це викликало обурення поселенців Нью-Джерсі, звинувативши цих губернаторів у прихильності до Нью-Йорка. Суддя Льюїс Морріс вів справу щодо окремого губернатора і був призначений губернатором Королем Георгом II у 1738 році.